# James Miller
James Miller (18. prosince 1968 – 2. května 2003) byl britský kameraman a dokumentarista.
Narodil se v Haverfordwestu ve Walesu do katolické rodiny armádního plukovníka, a vyrůstal v jihozápadní Anglii. V dětství rovněž dva roky bydlel na Vnějších Hebridách. Studoval na London College of Printing, kde rovněž absolvoval postgraduální kurz fotožurnalistiky. Začínal jako kameraman na volné noze, od roku 1995 působil v kolektivu Frontline News. V té době podával zprávy z Alžírské občanské války.
V roce 1999 natočil film o válce v Kosovu nazvaný Prime Suspects, který byl součástí programu Channel 4 Dispatches. Za film získal cenu od Královské televizní společnosti. Pro Dispatches dále natočil filmy Dying for the President (2000) o druhé čečenské válce, a Children of the Secret State (2001) o severokorejských sirotcích bez domova. Poté spolupracoval s reportérkou Sairou Shah, s níž natočil filmy Beneath the Veil a Unholy War (oba 2001) o životě v Afghánistánu pod vládou Tálibánu (filmy získaly ceny Emmy, BAFTA a Peabodyho cenu). Jejich poslední společný film, Death in Gaza (2004), pojednává o izraelsko-palestinském konfliktu. Za film získal Cenu Roryho Pecka. Při natáčení filmu byl v Rafahu zastřelen.